# Naterskreek
De Naterskreek of Nataarskreek is een oude kreek in de polder van het Zeeuwse dorp Zonnemaire, dicht bij Bommenede en het Grevelingenmeer op het Zeeuwse eiland Schouwen-Duiveland.

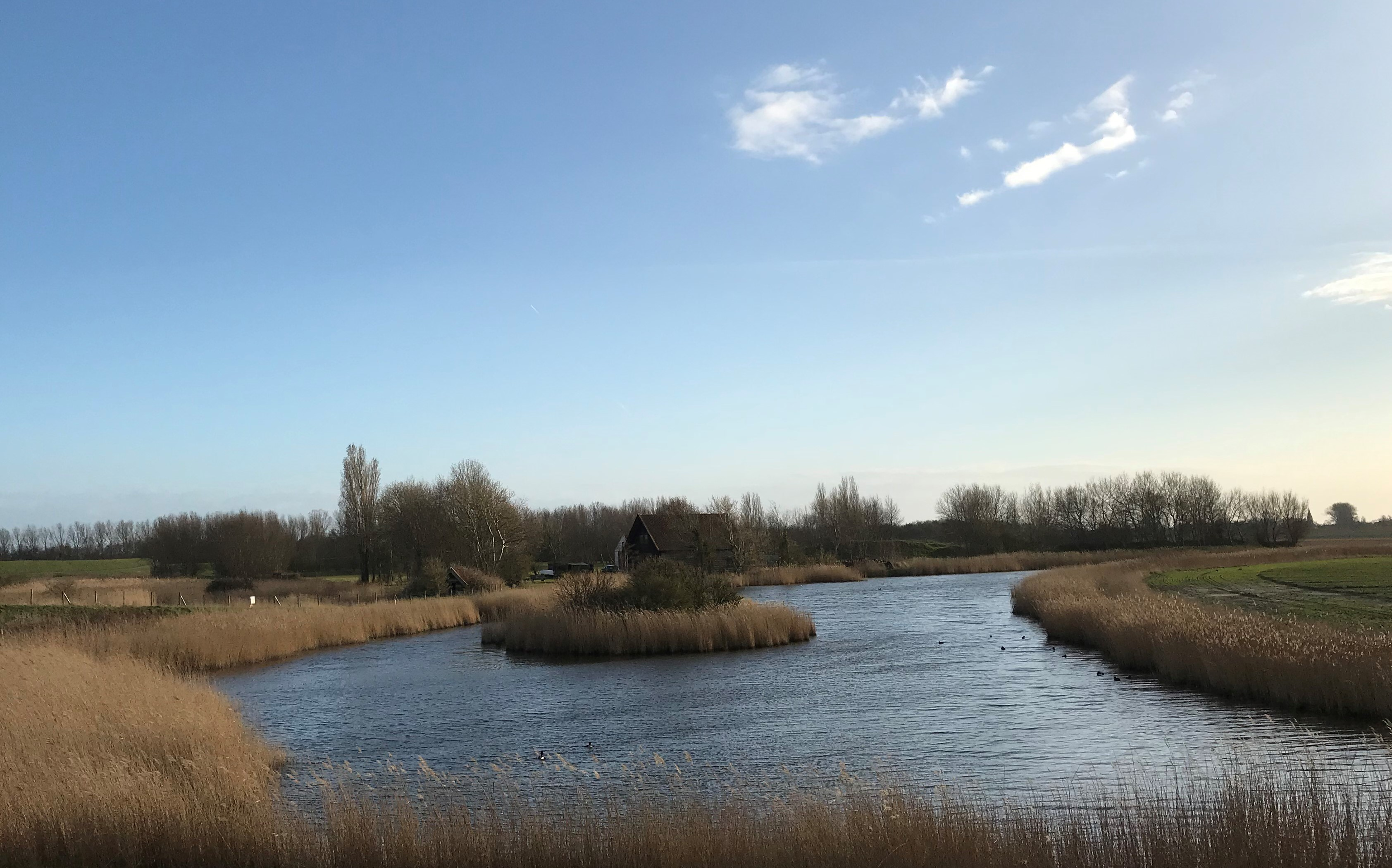
De Naterskreek tussen Bommenede en Zonnemaire

De Naterskreek is een restant van een kreek die is ontstaan tijdens een dijkdoorbraak in 1808. De kreek is erg vogelrijk. In het voorjaar en de zomer zijn er lepelaars, bruine kiekendieven, ganzen en eenden. De kreek wordt beheerd door Staatsbosbeheer.